# Gaumata

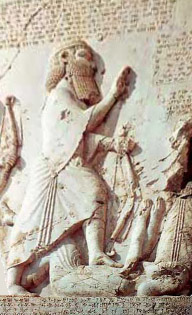
Inscripción de Behistún.

Gaumata fue, según la inscripción de Behistún (erigida por Darío I), un mago medo que hacia 522 a. C. se sublevó en Media contra el soberano persa Cambises II, cuando este se encontraba en Egipto, fingiendo ser Esmerdis, su hermano menor. Cambises murió en el camino de regreso para reprimir la rebelión, y Gaumata reinó hasta que fue asesinado a su vez por Darío I en octubre de 521 a. C. Algunos autores sugieren que la «usurpación de Gaumata» fue solo un invento de Darío I para legitimar su propia usurpación.

## Reinado
La muerte de Cambises durante la campaña de Egipto en 522 a. C. estuvo acompañada por un periodo incierto en el Imperio persa. Poco antes de su muerte, se había proclamado rey en Irán su hermano Bardiya, (en griego Smerdis) y frente a él se produjo una revuelta de nobles persas encabezados por Darío, que acabaron conquistando el trono. 

## Polémica
El problema surge por las fuentes sobre Gaumata. La Inscripción de Behistún (col. XI-XIII), mandada escribir por el nuevo rey Darío y el relato que hizo Heródoto de estos acontecimientos (Herod. III, 61-79.) En ambos sitios se presenta a este Bardiya como un mago llamado Gaumata que ha suplantado la identidad del hermano de Cambises, que había sido asesinado antes en secreto. 
Esto legitima la acción de Darío, que sería un levantamiento legítimo contra un usurpador, de origen medo, que ponía en peligro el predominio persa en el Imperio. El reinado de Gaumata supuso alteraciones en el orden económico, social y también en el religioso. Según la inscripción, habría tratado incluso de eliminar los cultos locales para introducir una divinidad central, posiblemente Ahura-Mazda.